# Jaison Ibarrola
Jaison David Ibarrola Silva (* 7. März 1985 in Asunción) ist ein ehemaliger paraguayischer Fußballspieler. Der Stürmer spielte für Vereine in Chile, Paraguay, Venezuela, Kolumbien und Ecuador.

## Karriere
Jaison Ibarrola debütierte 2005 in der zweiten Liga bei Fernando de la Mora und wechselte 2006 zu Club Nacional. Beim Erstligisten hatte er aber aufgrund seines Alters gegen die gestandenen Stürmer keine Chance, daher kehrte der Offensivakteur in die zweite Liga zum Club Rubio Ñu zurück. Durch den in Paraguay geborenen Trainer Antonio Zaracho kam Ibarrola 2007 nach Chile zu Deportes Concepción. Danach spielte er noch für den Stadtrivalen Universidad de Concepción und den Hauptstadtklub Universidad Católica. 2009 hatte er eine kurze Station in seiner Heimat bei Cerro Porteño, wo er weder Fans noch Verantwortliche überzeugen konnte. Der Angreifer wechselte nach Venezuela zu Deportivo Táchira. Dort blieb er allerdings vermehrt außen vor und schloss sich Sportivo Luqueño an, die nach einer schlechten Saison Verstärkungen suchten. Dort spielte er aufgrund persönlicher Differenzen mit dem Verein für mehrere Monate nicht. Auch bei Deportes Concepción gelang es ihm nicht, den Trainer zu überzeugen und so zog es ihn nach Kolumbien zum Millonarios FC. 2012 kam Ibarrola nach Paraguay zurück, um seine letzte Erstligasaison bei Independiente FBC zu spielen. Danach spielte der 1,72 m große Offensivakteur noch für weitere Klubs in der zweiten und dritten Spielklasse Ecuadors und Paraguays.

## Erfolge
Millionarios
- Copa Colombia: 2011